# Sittin’ Up in My Room
Sittin’ Up in My Room ist ein von Babyface geschriebener R&B/Pop-Song der US-Sängerin Brandy aus dem Soundtrack zum Whitney-Houston-Film Warten auf Mr. Right. Der Kinofilm brachte vier weitere Singles hervor.
Im Dezember 1995 veröffentlicht erreichte der Song Platz 2 der US-Charts und verkaufte sich dort über eine Million Mal, wofür er auch eine Platin-Auszeichnung bekam. In Großbritannien und Neuseeland gelang ein Top-30-Erfolg. Neben der Soundtrackversion gibt es noch einen Remix mit LL Cool J. Der Song wurde auf den MTV Movie Awards 1996 zum „besten Filmsong“ gewählt.

## Song und Musikvideo
Der Song behandelt ein romantisches Schmachten einer jungen Frau die zuhause an ihren Lover denkt.
Regie des Musikvideos hatte Hype Williams. Darin sieht man Brandy auf dem Bett herumfläzen, später zieht sie ein schickes Kleid an und begibt sich auf eine Hausparty, wo sie eine kleine Tanz-Choreographie mit Freunden aufführt. Die Schauspieler Donald Faison und Kim Carnes haben Cameo-Auftritte.

## Charts und Chartplatzierungen
Die Single erreichte Platz zwei der US-amerikanischen Billboard Hot 100 und musste sich lediglich One Sweet Day von Boyz II Men und Mariah Carey geschlagen geben. Im Vereinigten Königreich erreichte die Single Position 30 der Singlecharts.
| ChartsChartplatzierungen       | Höchstplatzierung | Wochen |
| ------------------------------ | ----------------- | ------ |
| Vereinigtes Königreich (OCC)   | 30 (4 Wo.)        | 4      |
| Vereinigte Staaten (Billboard) | 2 (33 Wo.)        | 33     |